# Izolált gigantizmus

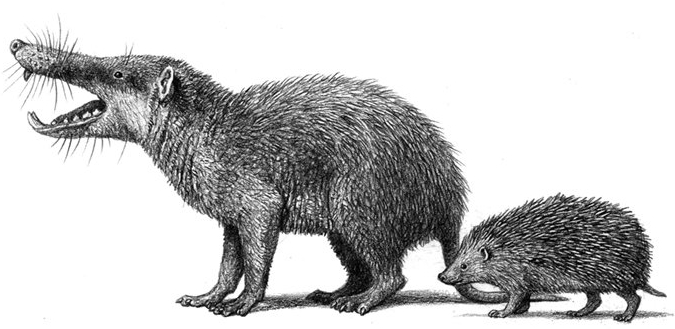
A késő miocén kori olaszországi Garganóból származó óriás holdpatkány (Deinogalerix) méretének összehasonlítása egy európai sünnel

Az izolált gigantizmus egy biológiai jelenség, amely során az elszigetelten, szigeteken élő állatfajok mérete jelentősen megnövekedik pl. egy kontinensen élő rokonaikhoz képest. Ez a jelenség az úgynevezett „sziget-hatás" vagy „Foster-szabály" egyik megnyilvánulása, amely kimondja, hogy amikor szárazföldi állatok szigetekre költöznek, a kisebb fajok hajlamosak nagyobb testméretet kifejleszteni, míg a nagyobb fajok kisebbé válnak (törpenövés). Az izolált gigantizmus az általánosabb „sziget-szindróma" részét képezi, amely az izolált szigeteken élő fajok morfológiai, ökológiai, fiziológiai és viselkedési sajátosságait írja le a szárazföldi társaikhoz képest. Az emberek megérkezése és az általuk behurcolt ragadozók (pl. kutyák, macskák, patkányok, disznók) sok szigeti endemikus faj, köztük számos óriásfaj kihalását okozta. Példák erre a dodó és a Rodrigues-i remetegalamb, amelyek hatalmas, röpképtelen galambok voltak, és közeli rokonságban álltak a Nikobári galambbal. Hasonló testméret-növekedést figyeltek meg bizonyos szigeteken élő növényeknél is. Például a Mauritius szigetén honos Mapou fa (Cyphostemma mappia), amelyet mauritiusi majomkenyérfának is neveznek, a szőlőfélék családjába (Vitaceae) tartozik, és különösen szigeteken fás szárúvá válik.

## Az izolált gigantizmus lehetséges okai

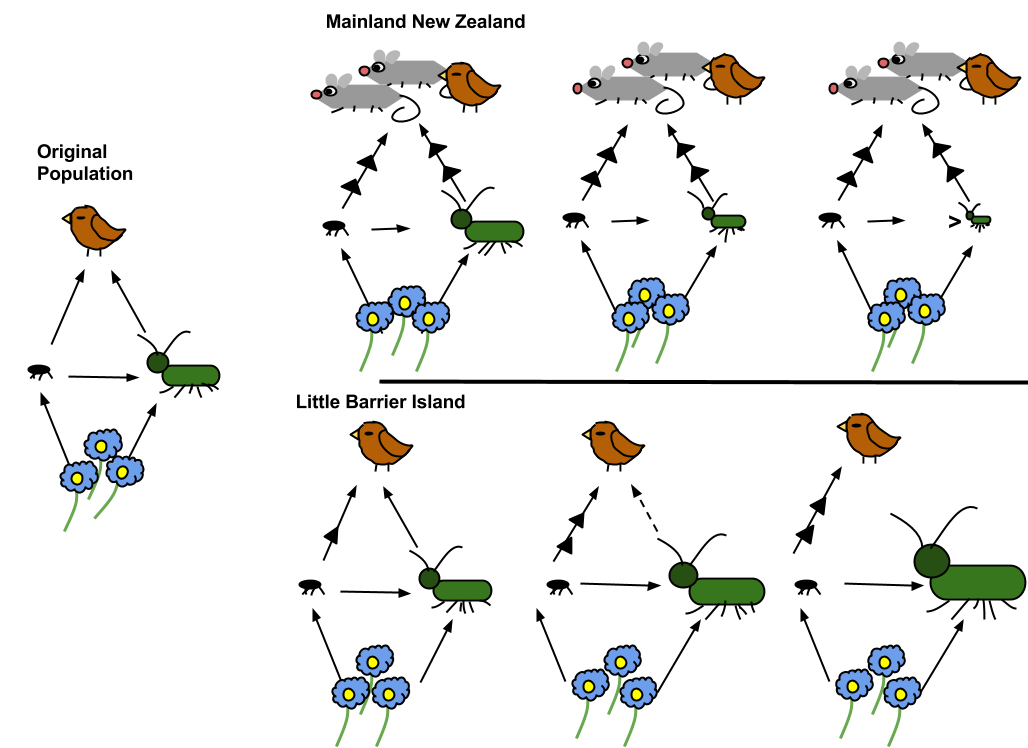
Két ökoszisztémában a weta fajok méretének változását bemutató ábra. A weta méretét és populációját a ragadozás befolyásolja. A szárazföldre behurcolt patkányok elkezdték zsákmányolni a weta fajokat, csökkentve ezzel a populációjukat; a weta fajok száma erre válaszul zsugorodott. Egy ragadozóktól elszigetelt szigeten, mint például a Little Barrier Island, a weta populáció sűrű, és hatalmas méretűre nőtt. Az óriás weta szigeteken élő fajok az egyetlenek, amelyeket nem fenyeget a kihalás veszélye. Ahogy a weták idővel növekednek, a madárragadozók száma csökken.

A nagy testű emlősragadozók gyakran hiányoznak a szigetekről, mivel a szigeti élőhelyek nem biztosítanak számukra elegendő területet, vagy az ilyen fajok számára nehézséget jelent a vízi akadályok átlépése. Az ő hiányukban a nagy ragadozók ökológiai fülkéit más állatok – például madarak, hüllők vagy kisebb ragadozó emlősök – foglalhatják el, amelyek így a megszokottnál nagyobbra nőhetnek. Például a miocén-pliocén időszakban a mediterrán Gargano-szigeten, a Karib-tenger térségében fekvő Kubán, Madagaszkáron és Új-Zélandon az őshonos csúcsragadozók közé madarak tartoztak, mint a sasok, sólymok és baglyok, köztük ezeknek a csoportoknak néhány legnagyobb ismert képviselője.
Ugyanakkor a madarak és hüllők általában kevésbé hatékonyak nagy ragadozóként, mint a fejlettebb ragadozó emlősök. A ragadozók hiánya különösen a növényevők esetében teszi lehetővé a testméret növekedését. Mivel kisebb méretük általában segíti őket abban, hogy elmeneküljenek vagy elrejtőzzenek a ragadozók elől, a szigeti környezetben csökkenő ragadozói nyomás lehetőséget biztosít számukra, hogy nagyobb méretre fejlődjenek. Emellett a kisebb növényevők előnyt élvezhetnek a nagyobb növényevők versenyének hiányában. Az óriás szigeti teknősök esetében a nagy méret előnyei közé tartozhat az élelmiszer- és vízhiány okozta fenyegetések csökkentése. Nagyobb testüknek köszönhetően hosszabb időt képesek túlélni táplálék és víz nélkül, illetve nagyobb távolságokat képesek megtenni ezek beszerzéséért. Az ilyen időszakos hiány nagyobb veszélyt jelenthet az óceáni szigeteken, mint a szárazföldön. Az izolált gigantizmus tehát evolúciós tendencia, amely abból ered, hogy a kisebb állatok méretét korlátozó ragadozói vagy versengési tényezők megszűnnek. Ezek a korlátok különbözőképpen hatnak az állatok méretére. Például a kisebb növényevők a rejtőzködés révén menekülhetnek meg a ragadozók elől, míg a nagyobb növényevők megfélemlítéssel tarthatják távol a támadókat. Ezért a szigeti törpenövés is abból eredhet, hogy a nagy növényevők méretére vonatkozó korlátok eltűnnek. Ezzel szemben a szigeti törpenövés a ragadozóknál gyakrabban azzal magyarázható, hogy a szigeteken korlátozott mennyiségű zsákmány áll rendelkezésre.
A területi viselkedés is elősegítheti az izolált gigantizmus evolúcióját. Egy Nevada állambeli Anaho-szigeten végzett tanulmány szerint a területi hüllőfajok szigeti populációi általában nagyobbak voltak, mint szárazföldi rokonaik, különösen a kisebb fajok esetében. A nagyobb testméret előnyt jelenthet a területvédelmi versenyben, ami a szigeteken élő populációk méretbeli növekedését ösztönözheti. Egy másik lehetséges tényező az izolált gigantizmus kialakulásában az úgynevezett alapító hatás, amely során a szárazföldi populációk nagyobb egyedei nagyobb eséllyel képesek szigeteket benépesíteni. A sziget mérete is befolyásolja az óriásnövés mértékét. A kisebb szigeteken általában gyorsabban zajlik a testméret evolúciós változása, és az ott élő szervezetek szélsőségesebb méretbeli változásokat mutathatnak.

## Fordítás
Ez a szócikk részben vagy egészben  az   Island gigantism című angol Wikipédia-szócikk fordításán alapul.  Az eredeti cikk szerkesztőit annak laptörténete sorolja fel. Ez a jelzés csupán a megfogalmazás eredetét és a szerzői jogokat jelzi, nem szolgál a cikkben szereplő információk forrásmegjelöléseként.